# Берієво
Бері́єво (болг. Бериево) — село в Габровській області Болгарії. Входить до складу общини Севлієво.

## Населення
За даними перепису населення 2011 року у селі проживали 288 осіб.
Національний склад населення села:
| Національність   | Кількість осіб | Відсоток |
| ---------------- | -------------- | -------- |
| болгари          | 271            | 94,4%    |
| турки            | 10             | 3,5%     |
| цигани           | 0              | 0%       |
| Всього відповіли | 287            |          |

Розподіл населення за віком у 2011 році:
Динаміка населення: